# فيربا جميل
فيربا جميل (الاسم العلمي: Verpa speciosa) هي نوع من الفطريات تتبع جنس الفيربا من الفصيلة الغوشنية.